# Глезне
Гле́зне — село в Україні, у Любарській селищній територіальній громаді Житомирського району Житомирської області. Чисельність населення становить 474 особи (2001). У 1923—2017 роках — адміністративний центр колишньої однойменної сільської ради.

## Загальна інформація
Розташоване на обидвох берегах річки Деревички, лівої притоки Случі, за 7 км північно-західніше Любара та за 18 км від залізничної станції Печанівка.

## Населення
За довідником 1885 року в селі мешкала 341 особа, налічувалося 42 дворових господарства, у 1887 році, разом з присілком — 425 мешканців, дворів — 54.
У 1906 році в селі проживало 568 мешканців, дворів — 106, у 1911 році — 607 осіб, у 1923 році — 686 мешканців, дворів — 112.
Відповідно до перепису населення СРСР 17 грудня 1926 року, чисельність населення становила 617 осіб, з них 303 чоловіків та 314 жінок; за національністю: українців — 586, євреїв — 6, поляків — 20, інших — 5. Кількість господарств — 139, з них несільського типу — 7.
На початок 1970-х років село мало 217 дворів із населенням 698 осіб.
Відповідно до результатів перепису населення СРСР, кількість населення станом на 12 січня 1989 року становила 557 осіб. Станом на 5 грудня 2001 року, відповідно до перепису населення України, кількість мешканців села становила 474 особи.

### Мова
Розподіл населення за рідною мовою за даними перепису 2001 року:
| Мова       | Кількість | Відсоток |
| ---------- | --------- | -------- |
| українська | 470       | 99.16%   |
| російська  | 4         | 0.84%    |
| Усього     | 474       | 100%     |

## Історія
Перша письмова згадка про село датується 1595 роком. Засноване 1726 року.
У другій половині 19 століття — село Деревицької волості Новоград-Волинського повіту, над річкою Деревичка. Була церква. Чисельність селян становила 163 особи, земель селянських 266 десятин, двірських — 775 десятин. Належало Ягеловичам, колишня власність Милошинських. У 1867 році було тут 44 двори.
За довідником 1885 року — колишнє поміщицьке село Деревицької волості Новоград-Волинського повіту Волинської губернії. Були водяний млин, винокурня.
Наприкінці 19 століття — село Деревицької волості Новоград-Волинського повіту Волинської губернії. Лежало за 87 верст від Новограда-Волинського, за 15 верст від найближчої залізничної станції Печанівка. Православна парафія — Борушківці (за 5 верст), католицька парафія та поштова станція — Любар. Двірських земель приблизно 500 десятин, переважно лісу. Колишня власність Гадомських, у 1840 році набута Милошинським, належало його внукові Владиславові Ягеловичу.
У 1906 році — село Деревицької волості (5-го стану) Новоград-Волинського повіту Волинської губернії. Відстань до повітового центру, м. Новоград-Волинський, становила 75 верст, до волосного центру с. Деревичі — 7 верст. Поштове відділення — Любар.
У 1911 році сільська гуральня виробляла майже 24 тис. відер горілки щороку, водяний млин переробляв 10 тис. пудів збіжжя на рік.
У березні 1921 року, в складі волості, передане до новоутвореного Полонського повіту Волинської губернії. У 1923 році включене до складу новоствореної Глезненської сільської ради, яка 7 березня 1923 року увійшла до складу новоутвореного Полонського району Шепетівської округи; адміністративний центр ради. Розміщувалося за 24 версти від районного центру міст. Полонне. 21 серпня 1924 року, в складі сільської ради, передане до Любарського району Житомирської округи. 17 червня 1925 року Любарський район передано до складу Бердичівської округи. Відстань до районного центру, міст. Любар — 7 верст, до окружного центру в Бердичеві — 68 верст, до найближчої залізничної станції Печанівка — 16 верст.
На фронтах Другої світової війни воювали 173 селян, 66 з них нагороджені орденами й медалями, 106 загинули. На їх честь у 1950 році встановлено обеліск Слави.
В радянські часи в селі розміщувалася центральна садиба колгоспу зерново-тваринницького нвпрямку, який обробляв 3 169 га земель, в тому числі 1 913 га — рілля, 47 га — сад. Були млин, олійниця. 35 колгоспників нагороджені орденами й медалями СРСР, серед них тракториста П. Д. Одончука — орденом Жовтневої Революції, голову колгоспу С. М. Кобилянського, бригадира рільничої бригади І. А. Назарівського, зоотехніка Г. Й. Романюк — орденом Трудового Червоного Прапора.
У селі були середня школа, будинок культури, бібліотека, медичний пункт, дитячі ясла, відділення зв'язку, побутова майстерня, магазин.
10 березня 2017 року включене до складу новоутвореної Любарської селищної територіальної громади Любарського району Житомирської області. Від 19 липня 2020 року, разом з громадою, в складі новоутвореного Житомирського району Житомирської області.